# Голбол
Голбол је тимски спорт осмишљен посебно за спортисте са оштећењем вида. Учесници се такмиче у тимовима од по три особе и покушавају да убаце лопту која има уграђена звона у противнички гол. Лопта се баца руком и никада се не шутира. Способним спортистима се везују очи када се баве овим спортом. Лопта је тешка 1.25 килограма.
Игра се у затвореном простору, обично на одбојкашком терену, игра се састоји од полувремена од дванаест минута са паузом од три минута. Тамо где је нерешено, продужеци се јављају у виду два периода од три минута (и другог полувремена од три минута). Ако се изједначење настави, победника се одређује упарени шут („додатна бацања“). Тимови наизменично бацају или котрљају лопту са једног краја простора за игру на други, а играчи остају у зони сопственог гола и у одбрани и у нападу. Играчи морају да користе звук звона да би проценили положај и кретање лопте. Везивање очију омогућава слабовидим играчима да се такмиче равноправно са слепим играчима. 
Голбол су првобитно осмислили 1946. године Ханс Лоренцен, Аустријанац, и Сеп Рајндл, Немац, као средство за помоћ у рехабилитацији слабовидих ветерана Другог светског рата.
Голбол је постепено еволуирао у такмичарску игру током 1950-их и 1960-их. На крају је номинован као демонстрациони спорт на Летњим параолимпијским играма 1972. у Хајделбергу, Западна Немачка, а постао је спорт на Параолимпијским играма на Летњим параолимпијским играма 1976. у Торонту. Прво светско првенство у спорту одржано је у Аустрији 1978. године.
Од 2017. године, било је 81 такмичарских нација и 270 међународних судија.

## Правила
Међународна федерација спортова за слепе је развила правила игре, која захтевају да поље за игру буде дугачко 18 метара (59 стопа) и 9 метара (30 стопа) широко. Голови се пружају целом ширином терена, који је подељен на шест делова, 3 × 9 метара (9,8 × 29,5 стопа). На оба краја, одмах испред гола, је тимски простор. Иза тога је зона за слетање сваког тима. Средња два дела се заједнички називају неутралном зоном. 
Линије терена се праве постављањем траке преко канапа, што их чини и видљивим (за званичнике) и тактилним (за играче). Тимско подручје и зона за слетање, укључујући ивицу, гол линије и линије високе лопте, увек су означени на овај начин. Штавише, тимски простор има шест ознака (три на предњој страни, један са обе стране и један на гол-линији) за помоћ при оријентацији играча. Лопта је тешка 1,25 килограма и има осам рупа и садржи неколико звона. Пречник лопте је око 24 центиметра. Неколико компанија је такође произвело незваничну лопту од око 0,9 килограма за млађе играче. На параолимпијском нивоу, измерено је да лопта напушта руку са преко 60 километара на сат. 
За такмичарске игре, на терену су следеће службене екипе:
- судије (2) — Сваки судија остаје уз бочну линију на једној половини терена. Један судија је на терену а један ван терена
- гол судије (4) — Постављен са стране сваке ивице гола, судија на голу подиже руку да потврди судији када лопта пређе гол линију. Гол судије су такође од кључне важности за брзину игре јер извлаче лопту која иде ван терена и испуштају је на бочну хеш ознаку тимског простора како би игра могла да се настави.
- мерач времена од десет секунди (2) — Прате време између тренутка када играч који се брани са лоптом додирне лопту и када је лопта бачена, изричући казне од 10 секунди када је то примењиво. Улога је проширена у изменама правила из 2018. године како би се укључило праћење сенки за очи и незаконитих тренерских казни.
- записничар — Овај технички званичник води евиденцију о броју тајм-аута и замена које је направио тим и као што термин сугерише, води резултат.
- тајмер за игру и резервни тајмер — Обично, као и код кошаркашке табле, време периода одбројава се до нуле. Зауставља се и покреће судијским звиждуком. Резервни тајмер се користи у случају нестанка струје на месту одржавања утакмице.

Сваки тим има по три играча на терену истовремено, са једним до три играча за замену на клупи.
На међународном нивоу, укључујући и Параолимпијске игре, такмичење је подељено у две категорије, мушку и женску. На другим нивоима, то је ствар локалних организационих одбора. На пример, у Уједињеном Краљевству, на три нивоа такмичења тимови могу бити мешовитог типа.
Постоје три стандардне позиције за игру: центар, десно крило и лево крило. Иако обично не постоји званична ознака, играчи често имају позицију у којој су најбољи или им је најдража, иако ће неки играчи играти било коју од три и играчи могу слободно да промене позицију током меча без претходне најаве (и то могу учинити за тактичке разлози).
Центар играч је играч који је најодговорнији за одбрану. Играч се обично постројава на средишњој оријентационој ознаци на предњем делу области за оријентацију (линија од три метра испред стативе), даље напред од крила, што помаже да се избегну судари између играча који се крећу у правцу од лопте. Могући су и други одбрамбени системи, али мање уобичајени. Централни играч је најодбрамбенија позиција једноставно зато што играч може да се креће и лево и десно да би се бранио, покривајући већи део могућих линија напада у нападу. Централни играч може бити и координатор одбране.
Лево и десно крило се ређају на крају оријентационих ознака са одговарајућих бочних линија, на оријентацији од 1,5 метара. Њихова главна одбрамбена одговорност је да држе лопту ван било ког угла гола, иако се такође бране ка центру. Обично су крилни играчи главни напад јер постоје неке предности углова удараца могућих са њихових позиција. Ово такође омогућава играчу центра да резервише своју енергију за одбрану, иако центар може имати и офанзивну улогу.
Погодак доноси један поен, а постиже се када лопта потпуно пређе гол линију. Тим са већим резултатом на крају регуларног времена је победник. Ако се резултира нерешеним резултатом, играју се два продужетка од по три минута за златни гол (првим голом се завршава утакмица). Ако у продужетку није постигнут гол, изводе се казнена бацања. У случају да се постигне гол-разлика од десет, водећи тим се проглашава победником.

### Етика
Игра се у великој мери ослања на чуло слуха уместо на вид, тако да је сва спољашња бука, укључујући навијање, аплаудирање, певање или мелодије звона са мобилног телефона, забрањена. Због тога се публика више пута подсећа да ћути, а судије уводе свој позив "Играј!" са "Тихо, молим!". Тренери не могу да говоре док је лопта у игри, а самим тим ни да утичу на игру.
Играчи, без обзира на степен вида, заклањају очи и тако не пропуштају светлост, како би се осигурала правичност. Појединци са нормалним видом могу се бавити овим спортом док носе повезе за очи.

### Казне и пенали
Прекршаји се генерално кажњавају губитком поседа другог тима:
- Превремено бацање – Бацање лопте пре него што судија каже „игра“.
- Лопта преко – Лопта се одбија од одбрамбеног играча, пречке или стативе и прелази преко половине терена.

Пенал се може досудити за:
- Казна од десет секунди – Тиму је потребно више од десет секунди да баци лопту назад преко средишње линије.
- Кашњење игре – Ово може бити узроковано много различитих ствари. Тренер који пријављује погрешне бројеве за замене, тим који не стиже на време за бацање новчића који претходи утакмици, или превише или премало играча улази на терен.
- Недозвољена одбрана – Ово се зове ако одбрамбени играч дође у контакт са лоптом док ниједан део тела не додирује подручје екипе.
- Кратка лопта – лопта не успева да стигне до противничког тимског простора када је бачена.
- Висока лопта – Лопта не додирује зону за слетање бацача када је бачена.
- Дуга лопта – Лопта не додирује неутралну зону када је бачена.
- Повез за очи - додиривање повеза без дозволе.
- Неспортско понашање – Коришћење псовки или намерно прављење буке
- Бука – Непотребна бука офанзивног тима која спречава одбрану да прати лопту док лопта путује низ терен.
- Недозвољено добацивање – Добацивање са клупе током игре или након што је службено лице рекао 'Тихо молим' са намером да настави или почне игру.

У ситуацији пенала, један играч је потребан да одбрани цео гол за једно бацање. Одабрани играч је одређен казном. На пример, високу лопту или недозвољену казну одбране брани играч који је извршио казну. С друге стране, недозвољену тренерску казну брани играч који је изабрао тренер екипе која баца (раније последњи забележени бацач тог тима).

## Галерија
- Аустралијанка Сара Келер у Атланти на Параолимпијским играма 1996.
- Аустралијанка Ралин Бок у Атланти на Параолимпијским играма 1996.
- Египатска репрезентација 2015. године
- Украјинска женска репрезентација на утакмици против Грчке
- Канадски женски тим против Алжира, 2015.
- Кинеска и иранска репрезентација, 2019.
- Репрезентација Јужне Кореје, 2019.
- Женска репрезентација Јапана, 2019.